# Fado
Fado (portugalski: „sudbina”) je glazbeni žanr koji se prati od 1820-ih u Portugalu, ali vjerojatno ima ranije početke. Karakteriziraju ga tužne melodije i tekstovi, često o moru i životu siromašnih. Naziv za glazbu je saudade (nostalgija, čežnja za domom). Neki entuzijasti tvrde da je fado mješavina ritmova afričkih robova iz Brazila s tradicionalnom glazbom ruralnog Portugala, uz arapske utjecaje. Uobličio se kao kao kozmopolitski oblik urbanog pjevanja i plesa zahvaljujući uzastopnim valovima doseljenika u gradove tijekom ranog 19. stoljeća.
Postoje dvije glavne vrste fada, lisabonski fado i coimbranski fado. Lisabonski stil je popularniji dok je coimbranski profinjeniji. Moderni fado je iznimno popularan u Portugalu i izvode ga mnogi poznati glazbenici. Tradicionalno, dobra izvedba fada u Lisabonu se pohvaljuje pljeskanjem ruku, dok se to u Coimbru radi vrstom nakašljavanja.
Popularizirani fado u 20. stoljeću je obično izvodio pjevač gitarist, ili solo pjevač uz pratnju akustične gitare ili jedinstvene portuglaske gitare s dvanaest žica (guitarra), dok moderniji fado izvode pjevač uz pratnju gitarskog kvarteta, sve do orkestara. Fado se profesionalno izvodi u koncertnim dvoranama ili malenim „fado tavernama” (na slikama lijevo), ali ga izvode i mnogi amateri u brojnim zavičajnim udrugama u mnogim starim četvrtima Lisabona. Neformalno učenje u tradicionalnim prostorijama izvode stariji, cijenjeni umjetnici, koji obično pripadaju obiteljima s dugom tradicijom prijenosa fada s koljena na koljeno. Širenje fada putem iseljavanja i krugova „world glazbe” je postiglo učvrščivanje fada kao nacionalnog simbola Portugala, što je opet dovelo do međukulturalne razmjene i obogaćivanje fada s drugim tradicijskim glazbama.

## Izvođači fada
- António Zambujo

### Ostali projekti
|  | Zajednički poslužitelj ima stranicu o temi Fado    |
|  | Zajednički poslužitelj ima još gradiva o temi Fado |